# Iso Venejärvi (sjö i Savukoski, Lappland, Finland)
Iso Venejärvi och Pikku Venejärvi, eller Venejärvet är sjöar i Finland. De ligger i kommunen Savukoski i landskapet Lappland, i den norra delen av landet, 800 km norr om huvudstaden Helsingfors. Iso Venejärvi ligger 213 meter över havet. Arean är 70 hektar och strandlinjen är 3,64 kilometer lång. Sjön  ingår i Kemi älvs huvudavrinningsområde. 